# Wadym Straszkewycz
Wadym Wjaczesławowycz Straszkewycz, ukr. Вадим В'ячеславович Страшкевич (ur. 21 kwietnia 1994, Ukraina) – ukraiński piłkarz, grający na pozycji pomocnika.

## Kariera piłkarska

### Kariera klubowa
Wychowanek klubów Nywa-Switanok Winnica i UFK Lwów, barwy których bronił w juniorskich mistrzostwach Ukrainy (DJuFL). Karierę piłkarską rozpoczął 24 lipca 2011 w drużynie młodzieżowej Karpat Lwów, dopiero 2 sierpnia 2013 debiutował w podstawowym składzie Karpat Lwów w meczu z Illicziwcem Mariupol. 11 stycznia 2017 opuścił lwowski klub, a 14 lutego 2017 podpisał kontrakt z Weresem Równe. Latem 2017 zasilił skład FK Połtawa. 22 grudnia 2017 przeniósł się do Wołyni Łuck. 19 lipca 2018 przeszedł do Resovii Rzeszów.

### Kariera reprezentacyjna
Występował w juniorskiej reprezentacji U-17.